# ShareX
ShareX — це безкоштовне програмне забезпечення для скріншотів і скрінкастів із відкритим кодом для Windows. Він опублікований під загальною публічною ліцензією GNU. Вихідний код проекту розміщено на GitHub.[1] Він також доступний у Microsoft Store [2] і Steam.[3]

## Особливості

### Скріншоти
ShareX можна використовувати для захоплення повноекранних або часткових знімків екрана (які можна експортувати в різні формати зображень), таких як захоплення прямокутника та захоплення вікна. Він також може записувати анімовані GIF-файли та відео за допомогою FFmpeg. 
Редактор зображень, що входить до комплекту, дозволяє користувачам коментувати зроблені знімки екрана або змінювати їх за допомогою рамок, ефектів зображення, водяних знаків тощо. Також можна використовувати редактор для малювання поверх вікон або робочого столу перед тим, як зробити знімок екрана.

### Обмін
Після зйомки знімок екрана можна автоматично експортувати як файл зображення, вкладення електронної пошти, експортувати на принтер, у буфер обміну або завантажити на віддалений хост, як-от багато популярних служб розміщення зображень, або через FTP.  Якщо зображення завантажується на віддалений хост, URL адресу, згенеровану ним, можна скопіювати в буфер обміну.
Якщо перетягнути файли інших типів у програму, їх буде завантажено в ціль залежно від типу, наприклад текстовий файл, збережений у Pastebin, і ZIP-файл, збережений у Dropbox.

### Інші інструменти
Є різноманітні можливості зображення на робочому столі, включаючи засіб вибору та вибору кольору екрана, інструмент контрольної суми (перевірка хешу), екранну лінійку, об’єднувач зображень, мініатюри для зображень і відео та багато іншого.
Програма також включає базову автоматизацію. Наприклад, зробити знімок екрана, додати рамку та водяний знак, а потім зберегти в певну папку.

## Розвиток
Робота над проектом під назвою ZScreen почалася в 2007 році, розміщена на SourceForge і переміщена в Google Code в 2008.[4] У 2010 році було розпочато паралельний проект під назвою ZUploader, щоб переписати ядро ZScreen з нуля.[5] У 2012 році всі функції ZScreen були перенесені в ZUploader, який згодом був перепакований і випущений як ShareX.[6] У 2013 році проект було перенесено на GitHub через припинення підтримки Google Code для розміщення завантажень.[7]

## Відгуки
- TechRadar поставив програмі 4,5 із 5 зірок[1] і включив її до списку найкращих записувачів екрана 2021 року[2].  У статті The Guardian за 2018 рік про «найкращу заміну для Windows 10 Snipping Tool» насамперед згадується ShareX [3] із застереженням, що він потужний і, ймовірно, «зайвий для більшості користувачів».  У статті The Verge було зазначено ShareX серед чудових програм 2021 року для Windows 11.[4]  Lifehacker опублікував статтю 2022 року про ShareX як найкращий інструмент для створення скріншотів для Windows із повним посібником із використання.[5]  Microsoft назвала ShareX найкращою службовою програмою на конкурсі Microsoft Store Community Choice Awards 2022.[6]

## Зовнішні посилання
- Офіційний сайт
- ShareX на GitHub
- ShareX Review